# Shipbourne
Shipbourne es una parroquia civil y un pueblo del distrito de Tonbridge and Malling, en el condado de Kent (Inglaterra).

## Geografía
Según la Oficina Nacional de Estadística británica, Shipbourne tiene una superficie de 9 km².

## Demografía
Según el censo de 2001, Shipbourne tenía 456 habitantes (47,81% varones, 52,19% mujeres) y una densidad de población de 50,67 hab/km². El 19,96% eran menores de 16 años, el 72,15% tenían entre 16 y 74 y el 7,89% eran mayores de 74. La media de edad era de 42,08 años. Del total de habitantes con 16 o más años, el 21,37% estaban solteros, el 61,37% casados y el 17,26% divorciados o viudos.
El 93,41% de los habitantes eran originarios del Reino Unido. El resto de países europeos englobaban al 0,66% de la población, mientras que el 5,93% había nacido en cualquier otro lugar. Según su grupo étnico, el 99,34% eran blancos y el 0,66% mestizos. El cristianismo era profesado por el 78,6%, el budismo por el 0,66% y el judaísmo por el 0,66%. El 15,94% no eran religiosos y el 4,15% no marcaron ninguna opción en el censo.
216 habitantes eran económicamente activos, 209 de ellos (96,76%) empleados y 7 (3,24%) desempleados. Había 190 hogares con residentes, 7 vacíos y 4 eran alojamientos vacacionales o segundas residencias.